# Chương trình Aurora
Chương trình aurora được biết đến là một trương trình dòng máy bay bí mật của nước mỹ đã tồn tại suốt 2 thập kỷ qua từ những năm 90 trở đi nhiều giả thuyết cho rằng Mỹ đang phát triển loại máy bay tấn công Bí mật tên là aurora theo các báo chí và một số chuyên gia dự án này được bảo mật đến nỗi không có bất kỳ một thông tin chính thức bất kỳ nào được công bố. Đến nay một số chuyên gia vẫn cho rằng aurora là một dự án của nước Mỹ về máy bay trinh sát, như trước kia máy bay trinh sát sr-71 của Mỹ có tốc độ là mach 3,2 tức là gấp 3 lần vận tốc âm thanh. Mục đích của dự án aurora là chế tạo một máy bay có tốc độ cao hơn và năng suất tốt hơn so với các máy bay trinh sát khác cựu giám đốc Lockheed Mảtin cho rằng aurora là phát triển như cho việc chế tạo Oanh tạc cơ tàng hình tối Tân B-2 spirit. Cựu giám đốc của Skunk work cho biết aurora là máy bay nhầm để trở thành hậu duệ sr-71 của lockheed Martin chỉ có mach 3,35 (3500 km/h) để so sánh một số báo cáo cho rằng aurora phải đạt đến vận tốc mạch 11,8 (tức là khoảng 13.480 km/h), nhanh gấp 3 lần sr-71

## Tổng quan
Các quốc gia thành viên cam kết tham gia chương trình Aurora trong thời gian năm năm, sau đó họ có thể thay đổi mức độ tham gia hoặc rút hoàn toàn. Trong những năm đầu, chương trình Aurora đã lên kế hoạch cho các nhiệm vụ hàng đầu và nhiệm vụ mũi tên cho các cuộc biểu tình công nghệ quan trọng, chẳng hạn như phương tiện / viên đạn tái nhập Trái đất và trình diễn máy bay trên không sao Hỏa. Mặc dù không gian vũ trụ của con người vẫn là mục tiêu dài hạn của chương trình, với một số phát triển công nghệ cơ bản trong lĩnh vực này, lực đẩy đã được thực hiện sứ mệnh ExoMars và chuẩn bị cho sứ mệnh mang về mẫu vật từ sao Hỏa.
Chương trình Aurora là một phản ứng đối với Chiến lược không gian của Châu Âu đã được Hội đồng Nghiên cứu Liên minh Châu Âu và Hội đồng ESA tán thành. Chiến lược về không gian của châu Âu có ba điểm chính bao gồm: "khám phá hệ mặt trời và vũ trụ", "kích thích công nghệ mới" và "truyền cảm hứng cho giới trẻ châu Âu quan tâm nhiều hơn đến khoa học và công nghệ".  Một trong những nguyên tắc nền tảng của chương trình Aurora là nhận ra sự phụ thuộc lẫn nhau của công nghệ và thăm dò;.